# Canal de Kuurna
Le canal de Kuurna (finnois : Kuurnan kanava) est un canal situé à Kontiolahti en Finlande,.

## Description
Le canal de 400 m de long est construit en 1874–1876 et rénové en 1968–1971 pendant la construction de la centrale hydroélectrique de Kuurna.
À cette époque, le niveau d'eau en amont de la centrale électrique a tellement augmenté que l'ancien canal de Kuurna et les canaux de Paihola, Haapavirta, Jakokoski et Saapaskoski ont été mis hors d'usage.
De plus, le niveau d'eau en aval de la centrale électrique a tellement baissé que le canal Utra a aussi été mis hors d'usage.
Les dimensions autorisées des bateaux sont (longueur 80,0 m x largeur 11,8 m x tirant d'eau  2,4 m x hauteur 12 m).
L'écluse et le pont sont gérés depuis le centre de contrôle à distance du canal de Joensuu.

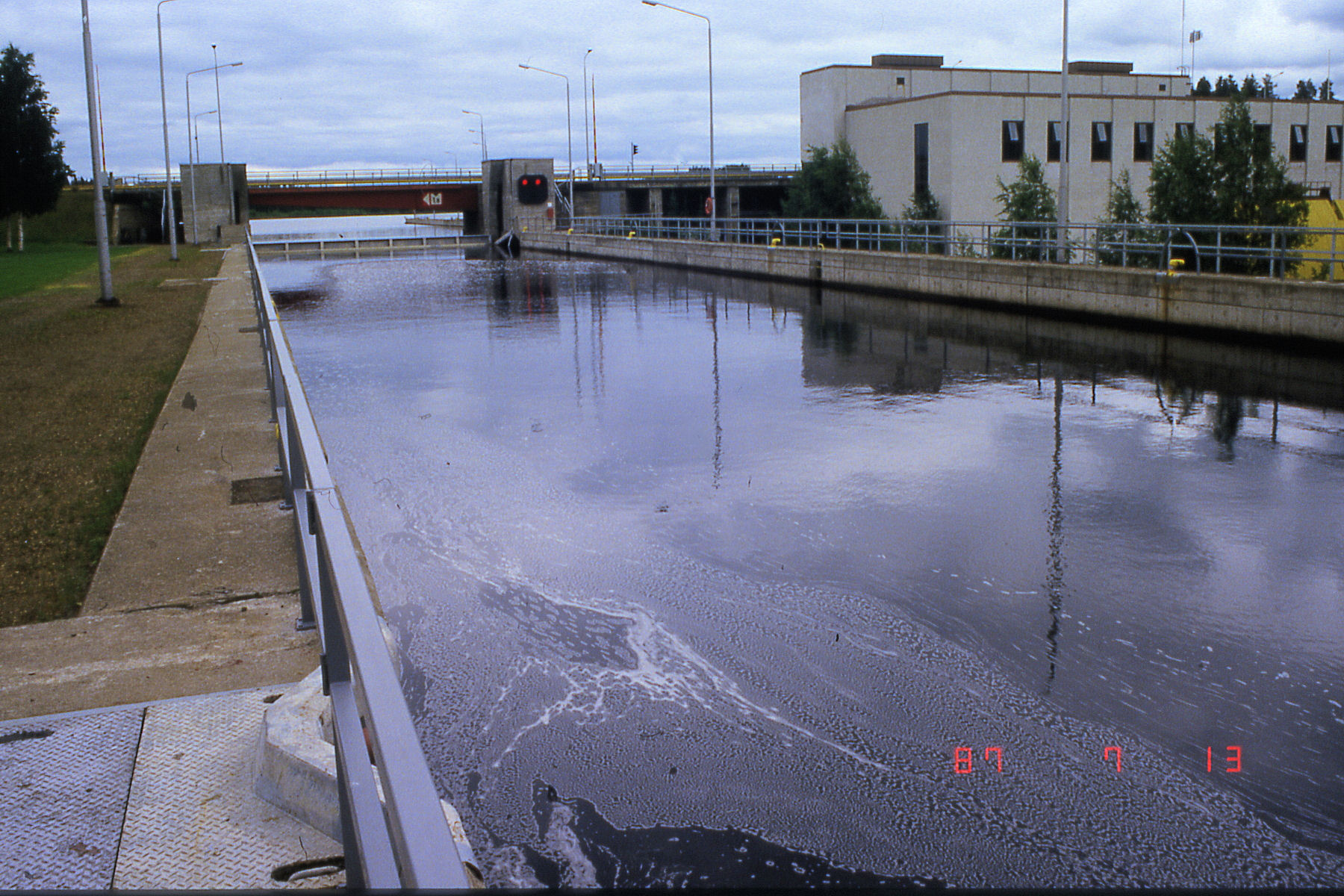
Le canal et la centrale hydroélectrique de Kuurna.